# Franz Ruf (Architekt)
Franz Ruf (* 1909 in München; † 1997 in Gmund am Tegernsee) war ein deutscher Architekt.

## Leben
Nach erfolgreichem Abschluss seines Architekturstudiums an der Staatsbauschule München 1929 arbeitete Ruf zunächst in einer Bürogemeinschaft zusammen mit seinem älteren Bruder Sep Ruf (Architekturbüro Ruf). 1933 eröffnete er ein eigenes Architekturbüro in München, in das er 1973 auch seinen Sohn Andreas Ruf als Partner aufnahm. In der Zeit des Nationalsozialismus realisierte Ruf private Wohnhäuser und Gewerbebauten. Der Schwerpunkt seiner Tätigkeit lag jedoch auf der Planung und Ausführung von Wohnsiedlungen im Auftrag gemeinnütziger Wohnungsbauunternehmen, hauptsächlich der Heimbau Bayern Gemeinnützige Baugesellschaft mbh München. Gemeinsam mit Lois Knidberger und seinem Bruder Sep Ruf beteiligte er sich schon 1934 am Bau der Mustersiedlung Ramersdorf, wo sie 16 der 192 Bauten erstellten. In den folgenden Jahren konzipierte Ruf unter anderem Bebauungspläne für die Oberlandsiedlung an der Einhornallee in Sendling-Westpark, die er gemeinsam mit seinem Bruder ausführte, sowie die Dornier-Siedlung in Neuaubing, die er allein umsetzte.
Während des Zweiten Weltkriegs war Ruf als Soldat im Nachschub eingesetzt. Mit dem Wiederaufbau der Zahnklinik der Ludwig-Maximilians-Universität München in der Goethestraße setzte er 1947 seine Arbeit als Architekt fort. Während der folgenden dreißig Jahre prägte er das Stadtbild Münchens hauptsächlich durch die Schaffung von dringend benötigtem Wohnraum in Gestalt ausgedehnter Wohnsiedlungen und Wohnanlagen. Im Auftrag der Neuen Heimat übernahm Ruf 1957/58 gemeinsam mit Johannes Ludwig die Gesamtplanung der Parkstadt Bogenhausen und schuf dort etliche Einzelbauten. Als weitere Großprojekte sind die Großsiedlungen Fürstenried I (Fürstenried-Ost) und II (Fürstenried West) (1960), Neuaubing West (1965/68), Fasanenpark Unterhaching (1966) sowie Hasenbergl Nord (1969) zu nennen. 
Zum Werk Rufs zählen etliche öffentliche Gebäude wie die Situli-Schule in Freimann (1952, gemeinsam mit Johannes Ludwig; Mitarbeit: Raimund Geibel), die Staatsbauschule München (1953–55, Erweiterung 1964–69), die Fernmeldekaserne Lechfeld (1959), die Kirche Mariä Sieben Schmerzen in München-Hasenbergl (1968) sowie Teile des Instituts für Systematische Botanik der Ludwig-Maximilians-Universität München (1969). Mit der Verwaltung der Heimbau Bayern (1954), mehreren Sparkassen und Banken (1952–1960), den Ladenzentren Taufkirchen (1970) und Haar (1971) sowie der Deutschen Lloyd Lebensversicherungs AG (1974) plante und baute er auch Büro- und Gewerbeobjekte. Der räumliche Schwerpunkt seiner Aktivitäten lag in München und dem Münchner Umland, ein weiterer in Regensburg. In Einzelfällen erstreckte sich der Aktionsradius des Architekturbüros bis nach Landsberg, Bayreuth und Neustadt an der Weinstraße. 
Ruf verunglückte bei einem Verkehrsunfall im Dezember 1997 tödlich.

## Bauten

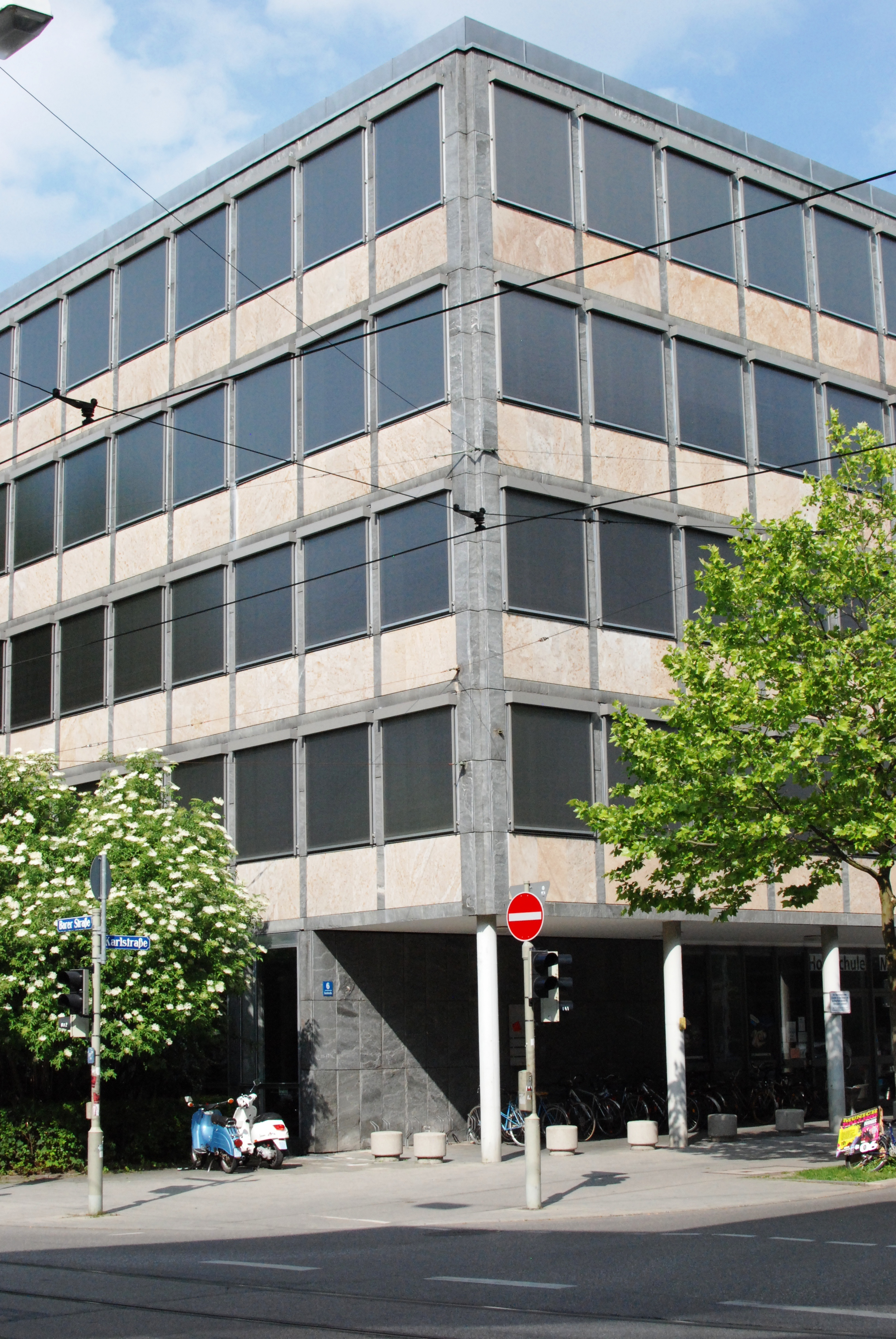
Staatsbauschule München

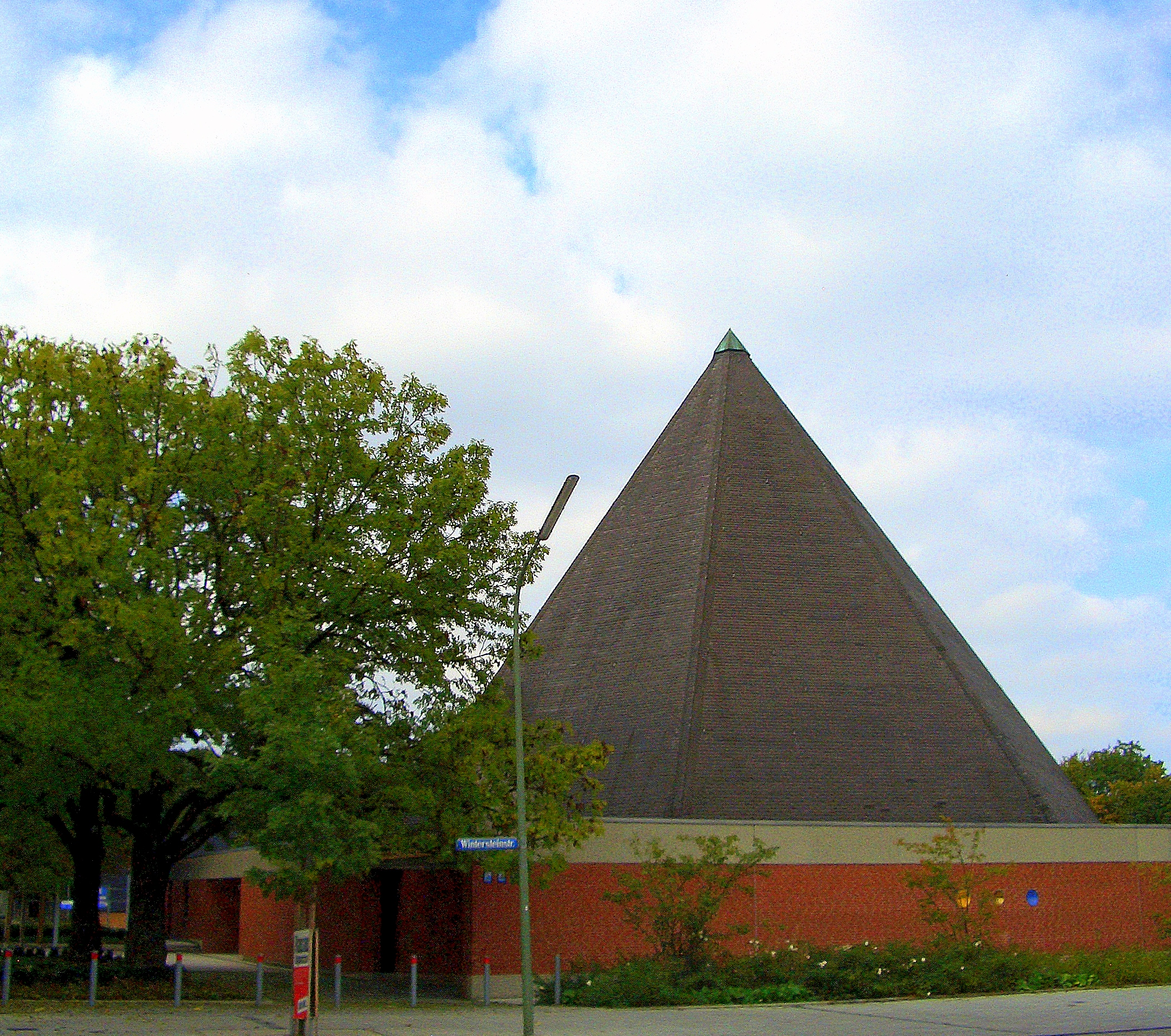
Mariae Sieben Schmerzen München

Angaben nach Hegedüs: Der Architekt Franz Ruf und die Architektur der Fünfziger Jahre in München. 1993, S. 56–60, Werkverzeichnis (ohne Einfamilienhäuser, ab 1962 Auswahl größerer Projekte).
- 1933–1934: Beteiligung an der Mustersiedlung Ramersdorf, der „Deutschen Siedlungsausstellung 1934“, mit Lois Knidberger und Sep Ruf, 16 von 192 Einfamilienhäusern
- 1934: Wohnhaus B. in München[3]
- 1934: Wohnhaus S. in München[3]
- 1934: Wohnhaus Sp. in Solln[3]
- 1936: Wohnhaus K. in Gräfelfing[4]
- um 1936: Atelierhaus K. in Solln[4]
- 1937–1938: GEWOFAG-Siedlung München-Neuhausen, mit Hans Döllgast, Sep Ruf und Johannes Ludwig
- 1936–1942: Oberlandsiedlung am Waldfriedhof, München-Sendling-Westpark, Cimbernstraße-Olympiastraße-Einhornallee, zusammen mit seinem Bruder Sep Ruf (Heimbau Bayern)
- 1937–1939: Dornier-Siedlung in München-Neuaubing (Heimbau Bayern)
- 1937–1939: Bebauungsplan und Wohnbauten Forstenriederstraße, München
- 1938–1939: Wohnbauten Steinheil-, Werinher- und Pfälzerwaldstraße, München (Heimbau Bayern)
- 1939: Wolfra Saft- und Marmeladenfabrik, München, Bayerbrunnerstraße
- 1939: Wohnanlage Untersberg-, Perlacher-, Setzberg- und Firstalmstraße, München
- 1939: Obstweinkelterei Vollmann, München
- 1947–1948: Wiederaufbau der Zahnklinik der Ludwig-Maximilians-Universität München
- 1949: Wohnbauten Hansa- und Fuggerstraße, München (Verein für Wohnkultur)
- 1950: Reihenhäuser Willibald-, Radstädter-, Mallnitzer- und Böcksteinstraße, München-Laim
- 1951: Ganghofersiedlung, Regensburg
- 1952: Kreissparkasse, Ebersberg
- 1952–1954: Situli-Schule in München-Freimann (mit Johannes Ludwig, Mitarbeit: Raimund Geibel)
- 1954–1957: Gesamtplanung der Parkstadt Bogenhausen mit Wohnbauten, Grundschule und Ladenzentrum
- 1954–1956, 1964–1969: Staatsbauschule (heute Fachhochschule München)
- 1955: Wiederaufbau Wohnbauten Oskar-von-Miller-Ring, München
- 1957: Reihenhäuser in Berg am Laim und Ramersdorf (Neue Heimat)
- 1958: Siedlung „Alte Heimat“ in der Zschokkestraße in München
- 1959: Sparkasse Landsberg am Lech (Mitarbeit: Raimund Geibel), Stadt- und Kreissparkasse Diessen am Ammersee
- 1959: Fernmeldekaserne Lechfeld (Mitarbeit: Raimund Geibel)
- 1960–1962: Bebauungsplan Fürstenried I (Ost) und II (West) (mit Fred Angerer und Hans Knapp-Schachleitner)
- 1960–1962: Kirche St. Josef in Holzkirchen (Oberbayern), große Fensterwand von Karl Knappe „Lebensbaum“. Abriss wegen statischer Mängel der Dachkonstruktion, nur der Turm blieb stehen.[5]
- 1963: Roter Hügel, Bayreuth
- 1965, 1968: Wohnanlage Neuaubing West
- 1968: Fasanenpark, Unterhaching (Neue Heimat)
- 1968–1969: Hasenbergl Nord
- 1969: Institut für systematische Botanik, Ludwig-Maximilians-Universität München
- 1969–1970: Kirche Mariä Sieben Schmerzen in München-Hasenbergl
- 1970: Ladenzentrum Taufkirchen
- 1971: Ladenzentrum Haar
- 1973–1976: Wohnanlage, Fürstenfeldbruck
- 1974: Deutscher Lloyd Lebensversicherung, München
- 1977: Wohnanlage Perlacherstraße, München

## Preise
- 1962: Förderpreis für Architektur der Landeshauptstadt München